# Eligio Giacopini
Eligio Giacopini (La Spezia, 6 dicembre 1892 – 9 gennaio 1940) è stato un militare italiano, distintosi come ufficiale nel corso della guerra italo-turca e nella prima guerra mondiale. Tra il 1939 e il gennaio 1940 ricoprì l'incarico di Capo dell'Ufficio Piani e Operazioni presso lo Stato maggiore della Regia Marina e prese parte alla Conferenza di Friedrichshafen tra il comandante della Kriegsmarine, grande ammiraglio Erich Raeder, e l'allora Sottosegretario di Stato al Ministero della Marina, ammiraglio d'armata Domenico Cavagnari, avvenuta il 20 giugno del 1939.

## Biografia
Nacque a La Spezia il 6 dicembre 1892. Conseguita la licenza tecnica, nel 1911 entrò nella Regia Accademia Navale di Livorno. Il suo fu l'ultimo corso del vecchio ordinamento, con accesso limitato a chi avesse la licenza superiore e corso della durata di tre anni.
Alle selezioni per l'ammissione si classificò al secondo posto, superato solo da Emilio Ferreri. Alla fine del primo anno, e per tutti quelli successivi, si classificò primo tra gli allievi, conseguendo la "sciabola d'onore", il corso ricevette il suo nome, "Corso Giacopini", e il privilegio della fotografia esposta in Accademia quale memoria ai futuri allievi.
Imbarcato sull'ariete-torpediniere Etna nella campagna di addestramento del 1912 prese parte a operazioni nella guerra italo-turca.
Durante la prima guerra mondiale fu imbarcato sulla nave da battaglia Dante Alighieri, sul cacciatorpediniere Carlo Mirabello e sui sommergibili H 2, S 2, S 3 e Luigi Galvani.
Nel dopoguerra fu comandante della torpediniera 75 OLT, con cui prese parte alla missione sul fiume Danubio assieme alla cannoniera Ernesto Giovannini (capitano di corvetta Carlo Cattaneo, comandante in seconda sottotenente di vascello Adriano Foscari). La seconda missione sul Danubio fu concepita dopo che la Conferenza di Losanna del 20 novembre 1922 ribadì la sovranità italiana italiana sulle isole del Dodecaneso, e circolò nel Ministero della Marina un promemoria preparato dal capitano di corvetta Casardi, che evidenziava la miglior conoscenza dell'idrografia del fiume e delle esigenze logistiche di supporto. L'ordine operativo emesso dal Ministero della Marina nel febbraio 1924 delineava gli scopi della missione: mostrare la bandiera, rendere omaggio agli italiani morti nel campo di Mauthausen e visitare in amicizia quei popoli contro cui si era duramente combattuto durante la Grande Guerra. Per la missione furono prescelte 2 navi costiere, la torpediniera 75 OLT e la cannoniera Ernesto Giovannini che vennero immediatamente sottoposte ai lavori di modifica per rendere gli alberi abbattibili ed idonei a passare sotto i ponti del Danubio. Il 21 marzo 1924, le due navi lasciarono l'Italia ed il 26 marzo raggiunsero Costantinopoli. Da qui ripartirono il 1° aprile per Sulina sulle foci del Danubio e, quindi, per Galatz, dove arrivarono il 5 aprile. A Galatz la sosta si prolungò per una settimana, dal 5 al 12 aprile, per consentire alla OLT 75 di effettuare una radicale riparazione del sistema di governo e consentire agli equipaggi delle due navi di preparasi a riprendere la traversata verso Braila e, quindi, verso Giurgiu, per poi affrontare le temute Porte di ferro. Partendo separatamente da Giurgiu, la Ernesto Giovannini il 24 aprile e la 75 OLT la mattina del 25 mattina, le navi superarono separatamente le Porte di ferro, proseguirono tranquillamente nel tratto ungherese, ricongiungendosi a Orsova il 26 aprile e proseguendo poi insieme per Budapest, dove arrivarono il 1° maggio, e poi per Bratislava, dove arrivarono il 2 maggio 1924. La sosta a Bratislava durò dodici giorni (2-15 maggio) per eseguire lavori di riparazione delle macchine della 75 OLT. Nonostante ciò, il 15 maggio, poco dopo aver lasciato Bratislava per Vienna, la 75 OLT subì una ulteriore avaria alla seconda caldaia e tentò di ancorarsi in mezzo al fiume, ma le difficoltà per la forte corrente ed il fondale ghiaioso, obbligarono la torpediniera a proseguire per Vienna con una sola caldaia. La 75 OLT raggiunse la Capitale dell'Austria la sera del 15 maggio e vi sostò per dieci giorni ormeggiata nel canale interno del Danubio, ad un livello più basso del fiume, per permettere le opportune riparazioni. Il 25 maggio, la 75 OLT lasciò Vienna con entrambe le caldaie in funzione per procedere verso Passau e Ratisbona. Il 26 maggio raggiunse Linz, dopo 2.132 km di navigazione fluviale e il comandante decise di non proseguire oltre per la accertata inaffidabilità dell'apparato motore. Il 28 maggio la torpediniera partecipò a Mauthausen a una cerimonia commemorativa ed il 29 maggio si ricongiunse a Vienna con la Ernesto Giovannini. Le due navi attesero che la piena del Danubio calasse ed il 14 giugno salparono per Bratislava, arrivando poi a Budapest il 16 giugno, dove trovarono il personale tecnico arrivato dall’Italia con le parti di ricambio per riparare definitivamente le due caldaie della torpediniera. Il 2 luglio le navi lasciarono Budapest per Belgrado, dove sostarono dall'8 al 21 luglio, quindi si portarono a Brăila, rimanendovi dal 5 al 14 agosto e poi arrivarono a Galatz, sostandovi dal 14 al 26 agosto. Il 26 agosto, arrivando a Sulina, le due navi completarono la crociera fluviale e entrate nel Mar Nero fecero rotta per Costantinopoli. Il 10 settembre le navi iniziarono il ritorno verso l'Italia che si concluse a Brindisi il 26 settembre. Il 24 settembre 1924, mentre le due navi transitavano per il Canale di Corinto per entrare nel Mar Ionio, il Ministro della Marina, grande ammiraglio Paolo Thaon di Revel, ringraziò le 2 piccole navi che hanno portato l'omaggio riverente della Patria alle tombe dei morti in terra straniera e che hanno fatto sventolare la nostra bandiera vittoriosa per il grande fiume balcanico.
Fra gli altri incarichi, nel 1931 fu comandante in seconda dell'incrociatore leggero Alberto di Giussano. Comandò poi l'incrociatore leggero Taranto, il cacciatorpediniere Aquilone e la 2ª Flottiglia cacciatorpediniere, il cacciatorpediniere Maestrale e la 4ª Squadriglia esploratori e infine, dal 1936 al 1938, l'incrociatore pesante Trento.
Allo sbarco dal Trento assume l'importante incarico di Capo Ufficio Piani e Operazioni presso lo Stato maggiore della Regia Marina. Dopo la firma del Patto d'Acciaio, il 20 giugno 1939 partecipò a Friedrichshafen, ad un incontro fra i vertici della Regia Marina italiana e della Kriegsmarine tedesca. Per la parte germanica erano presenti il grande ammiraglio Erich Raeder, l'ammiraglio Otto Schniewind e il capitano di vascello Kurt Fricke per quella italiana l'ammiraglio d'armata Domenico Cavagnari, l'ammiraglio Luigi Sansonetti,  l'ammiraglio Raffaele de Courten, lui e il capitano di fregata Corso Pecori Giraldi. Durante tale incontro furono discussi i problemi connessi ad un eventuale conflitto, e Cavagnari espose anche un generico concetto operativo, ma i colloqui non portarono che a una vaga presa di contatto tra le due marine. Nessuno dei progressi tecnici della Kriegsmarine, come il radar e la preparazione al combattimento notturno, furono comunicati alla controparte italiana. Giacopini si spense improvvisamente per emorragia cerebrale il 9 gennaio 1940.
Nel 1963 in occasione dei cinquanta anni del giuramento del "Corso Giacopini" si tenne una cerimonia a Livorno alla presenza di alcuni partecipanti al corso. Tra i presenti Gaetano Catalano Gonzaga di Cirella, Vittorio Tur, Amedeo Nomis di Pollone, Germanico Bordigioni Giovanni Aliprandi, Mario Zambon, Francesco Rogadeo e Emilio Ferreri.

### Annotazioni
1. ↑  In quell'anno, parallelamente al suo corso, si avviò a Livorno il primo corso del nuovo ordinamento, aperto a chi avesse il solo ginnasio, o equivalente, con corso di studio elevato a quattro anni (poi cinque). Nel suo corso vi erano le future medaglie d'oro al valor militare Enrico Baroni, Lorenzo Gasparri, Luigi Mascherpa e Eugenio Casagrande, mentre i quello parallelo vi erano Stanislao Caraciotti, Salvatore Toscano, Federico Martinengo, Romolo Polacchini, Francesco Maugeri, Carlo de Angelis Charet de la Fremoire.
2. ↑  Già viceconsole ad Algeciras, agente del Servizio informazioni segrete (SIS) e basista per le azioni contro Gibilterra.

### Fonti
1. 1 2 3 4 5 6 7 8 9 10 11 12 13 14 15  Batasom.
2. 1 2 3 4 5 6 7 8 9 10 11 12 13 14 15 16 17  Marinai d'Italia.
3. 1 2  Brauzzi 2001, p. 309.
4. 1 2  Brauzzi 2001, p. 310.
5. 1 2 3 4  Brauzzi 2001, p. 311.
6. 1 2  Brauzzi 2001, p. 312.
7. ↑  Marinai d'Italia.
8. 1 2 3 4   Domenico Cavagnari, in Dizionario biografico degli italiani, Roma, Istituto dell'Enciclopedia Italiana.